# Влад Пашов
Влад Ненов Пашов е български търговец и революционер.

## Биография
Роден е през 1836 г. в село Поибрене, област Пазарджик. След смъртта на баща си и на по-големия му брат става джелепин и търгува в село Узунджово, Одрин и Цариград. От това натрупва значително състояние. Взема активно участие в подготовката на Априлското въстание. Делегат е на Оборищенското събрание. Дава цялото си материално състояние на революционния комитет. Негови са почти всички коне на Хвърковатата чета на Бенковски. Формира конен отряд по нареждане на Георги Бенковски и разбива черкезите при колиби Белчевци, област Велико Търново. След потушаване на въстанието е запазена малка чета до Руско-турската война от 1877 – 1878 г. Умира на 25 юли 1931 г.